# Uberaba
Uberaba è una città del Brasile nello Stato del Minas Gerais, parte della mesoregione del Triângulo Mineiro e Alto Paranaíba e della microregione di Uberaba.
La città fu fondata nel 1820 e ottenne lo status di città nel 1856. Il toponimo Uberaba ha origine dal termine tupi "Y-beraba", e il significato è "acqua cristallina". Il territorio di Uberaba occupa un'area totale di 4.529,7 km² e nel 2021 aveva una popolazione stimata di 340.277 abitanti.
È noto per ospitare Expozebu, una delle fiere agricole più importanti dell'America Latina.
Uberaba è stata l'ultima residenza del medium brasiliano Chico Xavier.

## Geografia
La città si trova nell'ovest del Minas Gerais, a 480 km da Belo Horizonte capitale dello stato e a 525 km da Brasilia capitale federale.

## Storia
La storia di Uberaba inizia intorno al 1820, quando il capitano Major Eustáquio fondò un insediamento par servire come punto di sosta per viaggiatori ed esploratori (bandeirantes) che percorrevano gli antichi sentieri rurali della regione.
Il territorio oggi chiamato Triângulo Mineiro, appartenne al Capitanato di Goiás fino al 1816, ma a grande richiesta fu aggiunto al Capitanato di Minas Gerais.
Uberaba ricevette lo status di città il 2 maggio 1856.
Nel 1889 fu attivata la prima stazione ferroviaria della città, stimolando ulteriormente il commercio nella regione.

## Clima
Il clima di Uberaba è la savana tropicale (Aw), con una stagione delle piogge da novembre a marzo e una stagione secca da maggio a settembre, mentre aprile e ottobre sono mesi di transizione. Da giugno ad agosto si verifica l'inverno e la temperatura può scendere sotto i 10 gradi.

## Economia
Uberaba è il centro commerciale di un'importante area agricola, Il comune è anche tra i primi nella classifica dei produttori brasiliani di soia e canna da zucchero.
La città ospita due delle 100 migliori poloindustriali brasiliane, Il settore chimico è rappresentato da diverse aziende, produttori di plaguicidas, fertilizzanti, prodotti minerali, ecc.

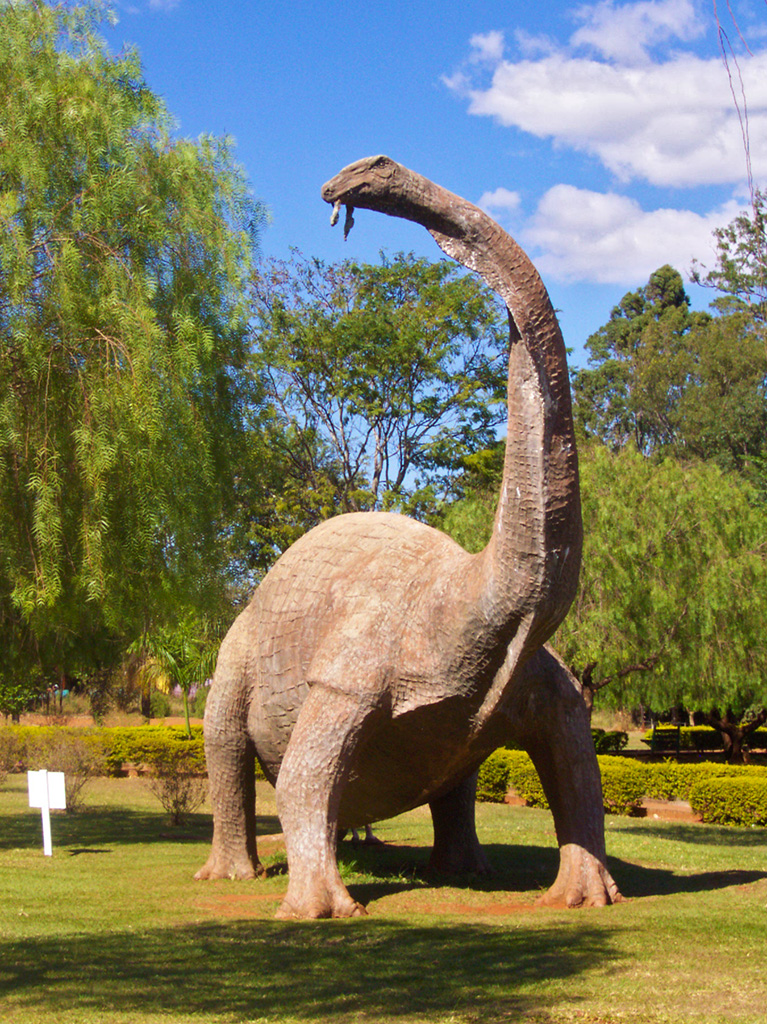
Replica del Titanosauro a Peiropolis.

Il prodotto nazionale lordo pro capite era di 41.360 reais nel 2016.

## Paleontologia
A Uberaba c'è uno dei più grandi giacimenti fossili del Brasile, esistente nei siti paleontologici di Peirópolis e Serra da Galga.
Nella regione sono stati trovati microfossili e macrofossili scientificamente importanti, come anfibi, coccodrilli e dinosauri del gruppo dei titanosauri, che visse nel Cretacico superiore.
Un museo paleontologico situato nel distretto rurale di Peirópolis ospita 1500 fossili catalogati, e annesso al museo è un centro di ricerca paleontologica, fondato negli anni '90.
Ogni anno vengono effettuati studi tecnici e scavi nei dintorni dei depositi paleontologici di Peirópolis e Serra da Galga.

## Infrastrutture e trasporti

### Strade
La città è un importante snodo stradale poiché è situata presso l'intersezione tra l'autostrada BR-050, che unisce Brasilia a San Paolo e al porto di Santos, e la strada nazionale BR-262, che unisce il porto di Vitória e il Minas Gerais con gli stati occidentali e la frontiera boliviana. 

### Aeroporti
L'aeroporto di Uberaba è servito da voli interni.